# Municipio de Ludza
El municipio de Ludzas (en letón: Ludzas novads) es uno de los 36 municipios de Letonia, se encuentra localizado en el este de dicho país báltico. Fue creado durante el año 2009 después de una reorganización territorial. La capital es la villa de Ludza.

## Subdivisiones
- Ludza (villa)
- Briģu pagasts (zona rural)
- Cirmas pagasts (zona rural)
- Isnaudas pagasts (zona rural)
- Istras pagasts (zona rural)
- Nirzas pagasts (zona rural)
- Ņukšu pagasts (zona rural)
- Pildas pagasts (zona rural)
- Pureņu pagasts (zona rural)
- Rundēnu pagasts (zona rural)

## Población y territorio
Su población se encuentra compuesta por un total de 15.986 personas (2009). La superficie de este municipio abarca una extensión de territorio de unos 964,8 kilómetros cuadrados. La densidad poblacional es de 16,57 habitantes por cada kilómetro cuadrado.